# Hermann Ercklentz
Jacob Hermann Ercklentz (* 21. September 1876 in Mönchengladbach; † 24. Juni 1962 in Konstanz) war ein preußischer Verwaltungsjurist und Landrat.
Er begann 1903 als Regierungsreferendar zu arbeiten und war ab 1906 als Regierungsassessor sowie Hilfsarbeiter im Landratsamt Wehlau beschäftigt. Im Jahr 1919 wurde Ercklentz zum Landrat im Kreis Grünberg i. Schles. ernannt. Dort amtierte er, bis er 1934 vertretungsweise nach Frankenstein versetzt wurde. Ab 1934 bis 1944 wirkte er als Landrat im Landkreis Frankenstein i. Schles.